# Ribeira da Cruz
Ribeira da Cruz (crioll capverdià Rbera do Kruz) és una vila al nord-oest de l'illa de Santo Antão a l'arxipèlag de Cap Verd. Està situada a 22 kilòmetres al nord-oest de Porto Novo.